# Barnadesia
Barnadesia é um género botânico pertencente à família Asteraceae.

## Espécies
- Barnadesia aculeata
- Barnadesia ciliata